# Жан льо Менгр
Жан льо Менгр (на френски: Jean le Meingre), известен като маршал Бусико (на френски: Boucicaut), е френски рицар и военачалник, маршал на Франция.

## Биография
Жан льо Менгр е син на Жан I льо Менгр, маршал на Франция. През 1372 г. придружава баща си по време на пътуване до Авиньон, резиденцията на римския папа. След завръщането си става паж в двора на Шарл VI. На 12 г. вече придружава херцог Луи II дьо Бурбон в кампанията му в Нормандия. На 16 г. Жан льо Менгр е посветен в рицарство от Луи II, след като се отличава в битката при Розбекеке (27 ноември 1382). В края на 1382 г. Жан льо Менгр заминава за Прусия, където воюва до 1384 г. на страната на Тевтонския орден в кампанията срещу Ливония. През 1386 г. Бусико се отличава в кампанията в Галиция, където воюва срещу англичаните водени от Джон Гонт. През 1388 г. Жан льо Менгр оглавява френските войски в Нормандия. След примирието през 1389 г. взима участие в големия рицарски турнир в Сент Англевер, където побеждава всички свои противници.

## Обсадата на Махдия
През 1390 г. Жан льо Менгр взима участие в т.нар. Берберски кръстоносен поход – генуезко-френска военна експедиция под егидата на папата, насочена срещу средиземноморските берберски пирати. Цел на похода е град Махдия в Тунис, който е основна база на пиратите. Всичко започва с изпращане на пратеници от Геуна, които молят френския крал Шарл VI за помощ срещу берберските пирати. Генуезката република предоставя 12 000 стрелци и 8000 пешаци. От френска страна участват 1500 тежковъоръжени рицари, ръководени от Луи II дьо Бурбон. Така армада от около 60 кораби напуска Генуа на 1 юли 1390 г. Кръстоносците обсаждат Махдия около два месеца без особен успех. Накрая се сключва примирие за период от 10 години, като пиратството намалява вследствие на това. В хода на боевете Жан льо Менгр е пленен и отведен в Кайро, след което е освободен срещу откуп и се завръща във Франция. Заради заслугите си към френската корона, на 21 декмеври 1391 г. Жан льо Менгр е произведен в маршал на Франция от крал Шарл VI.

## Никополския поход
През 1396 г. маршал Бусико взима участие във френско-унгарския кръстоносен поход срещу Османската империя, ръководен от император Сигизмунд и Жан Безстрашни, граф на Невер. Негов близък съветник е опитният военачалник и политик Ангеран VII дьо Куси. Кавалерията е под командването на Жан льо Менгр. Войската наброява 10 000 французи, 1000 англичани, 6000 германци, 8000 унгарци, общо 16 000 души. Армията пресича река Дунав при Оршова и напредва като превзема Видин и Оряхово. На 25 септември 1396 г. в битката при Никопол кръстоносците претърпяват жестоко поражение. Цветът на западното рицарство е унищожен, а множество високопоставени благородници (Филип дьо Бар, Жан Бестрашни, Ангеран де Куси и Жан льо Мегр) са пленени. Впоследствие льо Менгр е освободен от султан Баязид I, за да преговаря за откупването на останалите пленени рицари.

## Обсадата на Константинопол
През пролетта на 1399 г. френският крал Шарл VI изпраща експедиционен корпус от 1200 рицари под командването на маршал Бусико, който трябва да помогне на византийска столица Константинопол, която е обсадена от османците. По пътя към него се присъединяват кораби на Генуа и Венеция и хоспиталиери от Родос. Съюзническият флот е посрещнат с надежда от Мануил II Палеолог. Под съвместното ръководство на императора и Бусико кръстоносците успяват временно да премахнат надвисналата опасност над столицата на Византия. В края на 1399 г., придружен от Бусико, император Мануил II Палеолог се отправя на запад, за да търси военна подкрепа срещу османската заплаха.

## Поход към Триполи
През лятото на 1403 г. маршал Бусико и великия магистър на хоспиталиерите Филибер дьо Наяк планират кръстоносен поход срещу Мамелюкския султанат. Обединеният флот на хоспиталиерите от Родос и генуезците от Хиос и Лесбос извършва поредица от нападения срещу крайбрежието на бившето графство Триполи, намиращо се под властта на мамелюците. Първата цел по пътя на армадата е пристанището Алания (Канделоро). Бусико и магистърът стоварват отряд от 800 рицари, които превземат крепостта, разграбват града и запалват всички кораби. Местният емир моли за мир и е принуден да се постави в услуга на кръстоносците. Следващият град, атакуван от рицарите е Триполи на ливанското крайбрежие. Флота продължава на юг където разграбва и изгаря незащитения град Батрун (Ал-Батрун). На десети август 1403 г. рицарите достигат Бейрут и също го подлагат на опустошение. Следващата цел на похода е древния град Сидон (или Сайда), който е защитаван от превъзхождащ противник. След десант на брега, рицарите не успяват да задържат пристанището и се оттеглят на корабите. Флотът променя курса си в северна посока и атакува Лаодикея на малоазийското крайбрежие, след което се завръща в Родос.